# 'Azîzoddîn Nasafî
'Azīzoddīn Nasafī (persan : عزیزالدین نسفی) est un soufi persan né à Nasaf, en Transoxiane, au cours du XIIIe siècle, et mort à Abarqûh, dans le sud de l'Iran, vers l'an 1300 (700 de l'Hégire). Il fait partie de la confrérie Kubrâwiyya.

## Biographie
Il fut élève de Sa'doddîn Hamûyeh, un des disciples immédiat de Najm al-Dîn Kubrâ. 'Azîzoddîn Nasafî cite abondamment son maître à travers son œuvre et le nomme le « shaykh al-shuyûkh » (le maître des maîtres). Il fréquenta également des philosophes et étudia la médecine.

## Doctrine
En tant que Kubrâwî, il attache une importance majeure à la fréquentation du maître, ce qui vaut selon lui tous les efforts ascétiques et les innombrables rites. C'est dans le dialogue et l'entretien avec le maître, que le disciple avance réellement sur la voie spirituelle, tous le reste n'étant qu'une préparation pour cet entretien,.

Cependant, selon Paul Ballanfat, il semble s'être démarqué de Najm al-Dîn Kubrâ et d'autres maîtres de la confrérie au sujet des lumières colorées qui pourtant est un pivot de l'enseignement Kubrâwî. Il délaisse ces différentes couleurs perçues par la vision du cœur et développe une approche plus globalisante de la lumière qui est celle de l'Unicité :
« Ô Derviche ! C'est à cette Lumière qu'il faut parvenir ; c'est cette Lumière qu'il faut voir ; c'est par cette Lumière qu'il faut regarder le monde afin d'être délivré de l'idolâtrie, de la multiplicité et de l'égarement ; d'acquérir la certitude que l'être est Un. »
Cette vision témoigne de la réception des idées d'Ibn 'Arabî dans le milieu iranien de l'époque, notamment par le biais de son maître qui étudia auprès de Sadroddîn Qonyawî, le gendre et disciple du maître andalou. 'Azîzoddîn Nasafî mentionne par ailleurs Ibn 'Arabî dans ses ouvrages, aborde ses idées, ce qui atteste d'une étude approfondie de son œuvre. La wahdat al-wujud, la théorie découlant de la pensée d'Ibn 'Arabî, se reflète au sein de l'œuvre de Nasafî:
« Ô Derviche ! sache qu'un même individu ne peut tout savoir, ne peut tout accomplir. C'est pourquoi rien ni personne en ce monde n'est inutile. Chacun est à l'œuvre à sa place ; chacun selon sa mesure, comprend. L'ordre du monde est assuré par tous ; tous constituent les phases de cet être. Donc toi, à quelque rang que tu sois, tu appartiens à l'une des multiples phases de l'être. »
Pour Henry Corbin, l'œuvre d'Azîzoddîn Nasafî amorce l'idée que l'on retrouvera à sa suite chez certains penseurs iraniens, qui est une ascension de la connaissance depuis le stade minéral jusqu'au niveau de la conscience de l'homme. Aussi, on peut lire dans l'ouvrage Kitâb al-insân al-kâmil, le traité sur la doctrine des adeptes de la métempsycose où il énumère les différentes étapes par lesquelles chemine vers Dieu l'âme du pèlerin. Ce dernier débute au niveau du minéral, puis passe par l'âme végétale, animale, et atteint le stade de l'homme, qui comprend lui aussi plusieurs étapes. Celles-ci constituent dès lors un perfectionnement en rapport avec les différentes caractéristiques de l'âme mentionnées dans le Coran : l'âme impérative, l'âme blâmante, l'âme sanctifiée, l'âme pacifiée. À partir de ce stade, l'âme se hisse au niveau des sages, puis des amis de Dieu et enfin des prophètes qui se trouvent « auprès du Roi ».

Ce cheminement à travers les différents éléments et stades de la création conduit à réveiller chez le pèlerin une compassion envers les autres créatures car il ne peut les voir autrement que sur le chemin de Dieu. 'Azîzoddîn Nasafî décrit ainsi le pèlerin qui a atteint l'Unicité : 
« Ô Derviche ! Celui qui à cet Océan a accédé, qui en lui s'est immergé, est reconnaissable à maints signes. Celui-là, d'emblée, est en paix avec les créatures : sur toutes il pose un regard aimant et miséricordieux ; à aucune il ne refuse aide et assistance ; aucune d'elles, il ne l'accuse d'égarement et de fausse route. Il les voit toutes sur le chemin de Dieu, toutes dirigées vers Lui. Et il n'est pas de doute qu'il en soit ainsi. »

## Œuvre
On trouve un recueil de textes rassemblés sous le titre Kitâb al-insân al-kâmil (Le livre de l'Homme Parfait). Il s'agit de traités rédigés en persan à la demande de ses disciples, portant sur différents sujets tels que les éléments doctrinaux du soufisme, ou les rituels.
Il a également rédigé les livres suivants : le Kashf al-haqâ'iq (Le livre du dévoilement des vérités), le Maqsad-e aqsâ (Le But suprême), le Zobdat al-haqâ'iq (La Quintessence des vérités), et le Kitâb al-tanzîl (Le livre de la descente),.
En Europe, 'Azîzoddîn Nasafî fait partie des auteurs soufis les plus anciennement connus, en particulier son Maqsad-e aqsâ dont des passages de la version turque furent publiés et traduits en latin dès 1655. C'est Fritz Meier qui, au vingtième siècle, apporta une étude plus approfondie, à travers son approche plus générale de la Kubrâwiyya et de son fondateur.

#### Textes et traductions
- Marijan Molé (Éd.), ‘Azīzoddīn Nasafī, Le Livre de l’Homme Parfait (Kitāb Insān al-Kāmil). Recueil de traités de soufisme en persan publiés avec une introduction, Paris, Maisonneuve, coll. « Bibliothèque Iranienne » (no 11), 2005 (1re éd. 1962) (présentation en ligne)Texte persan, établi par M. Molé.
- 'Azîzoddîn Nasafî (traduit du persan et présenté par Isabelle de Gastines), Le livre de l'Homme Parfait : Kitâb al-Insân al-Kâmil, Paris, Fayard, coll. « L'espace intérieur », 1992, 380 p. (ISBN 2-213-01412-4, présentation en ligne)Traduction du texte établi par M. Molé.
- (en) Lloyd V. J. Ridgeon (introduction and translation), Persian Metaphysics and Mysticism. Selected Tteatises of  'Aziz Nasafi

Responsabilité, London - New York, Routledge, 2012, 252 p. (ISBN 978-0-700-70666-2)

#### Études
- Paul Ballanfat, « Les visions des lumières colorées dans l’ordre de la Kubrawiyya », sur academia.edu (consulté le 26 février 2023)
- Henry Corbin, Histoire de la philosophie islamique, Paris, Gallimard, coll. « Folio / Essais », 1986, 546 p. (ISBN 978-2-070-32353-1), p. 408-412
- Hermann Landolt (en), « Le soufisme à travers l'œuvre de 'Azîz-e Nasafî : étude du Ketâb-e Tanzîl », École pratique des hautes études, Section des sciences religieuses. Annuaire, vol. 103,‎ 1994-1995. 1994 (sic), p. 227-229 (lire en ligne)
- (en) Hermann Landolt, « NASAFI, ʿAZIZ », sur iranicaonline.org, Encyclopædia Iranica, 2002 (consulté le 26 février 2023)
- (en) Lloyd V. J. Ridgeon, ‘Azīz Nasafī, Richmond (UK), Curzon Press, 1998, xiv, 234 p.